# فرودگاه بلیوایل
فرودگاه بلیوایل (به انگلیسی: Belleville Airport) یک فرودگاه همگانی است که یک باند فرود چمن دارد و طول باند آن ۶۸۷ متر است. این فرودگاه در کشور ایالات متحده آمریکا قرار دارد و در ارتفاع ۲۱۲ متری از سطح دریا واقع شده‌است.